# Mohammed Chahim
Mohammed Chahim (ur. 18 kwietnia 1985 w Fezie) – holenderski polityk, ekonomista i samorządowiec marokańskiego pochodzenia, poseł do Parlamentu Europejskiego IX i X kadencji.

## Życiorys
Kształcił się na Uniwersytecie w Tilburgu. Ukończył studia ekonomiczne pierwszego i drugiego stopnia ze specjalnością w dziedzinie ekonometrii. Doktoryzował się w 2013. Został badaczem w Holenderskiej Organizacji Zastosowań Nauki (TNO), zajmując się głównie zagadnieniami z zakresu kwantyfikacji zrównoważonego rozwoju oraz gospodarki o obiegu zamkniętym. W 2003 wstąpił do Partii Pracy. Od 2006 radny miejscowości Helmond, w 2014 został przewodniczącym frakcji radnych swojego ugrupowania. W wyborach w 2019 uzyskał mandat posła do Parlamentu Europejskiego IX kadencji. Z powodzeniem ubiegał się o reelekcję w 2024.